# اد پاورز
اد پاورز (انگلیسی: Ed Powers؛ زاده ۲۵ اکتبر ۱۹۵۴) یک بازیگر پورنوگرافی اهل ایالات متحده آمریکا است.